# Jurassic World: Világuralom
A Jurassic World: Világuralom (eredeti cím: Jurassic World Dominion) 2022-ben bemutatott amerikai sci-fi kalandfilm, amit Colin Trevorrow rendezett. A Jurassic Park filmsorozat hatodik része, és a 2018-as Jurassic World: Bukott birodalom folytatása. A főbb szerepekben Chris Pratt, Bryce Dallas Howard, Laura Dern, Jeff Goldblum, Sam Neill, DeWanda Wise, Mamoudou Athie, BD Wong és Omar Sy látható.
Az Amerikai Egyesült Államokban a bemutató dátuma 2022. június 10., míg Magyarországon 2022. június 9. A filmből bővített változat is készült, amely az Egyesült Államokban 2022. augusztus 16-án jelent meg.

## Rövid történet
Négy évvel az Isla Nublar elpusztulása után a dinoszauruszok az emberek mellett élnek szerte a világon. Az ember marad-e a csúcsragadozó egy olyan bolygón, amelyet a történelem legfélelmetesebb teremtményeivel oszt meg?

## Szereplők
| Szereplő           | Színész              | Magyar hang             | Leírás |
| ------------------ | -------------------- | ----------------------- | --- |
| Owen Grady         | Chris Pratt          | Miller Zoltán           | Etológus, a haditengerészet állatorvosa és a Jurassic World egykori alkalmazottja, aki a velociraptorok kiképzéséért volt felelős. Claire barátja és Maisie örökbefogadó apja. |
| Claire Dearing     | Bryce Dallas Howard  | Ruttkay Laura           | A Jurassic World egykori vezetője. Owen barátnője és Maisie örökbefogadó anyja.                                                                                                |
| Dr. Ellie Sattler  | Laura Dern           | Vándor Éva              | Őslénybotanikus és az egyik tanácsadó, aki John Hammond eredeti Jurassic Parkjába utazott.                                                                                     |
| Dr. Ian Malcolm    | Jeff Goldblum        | Szabó Sipos Barnabás    | A káoszelmélet matematikusa, a Jurassic Park egykori tanácsadója. |
| Dr. Alan Grant     | Sam Neill            | Dörner György           | Őslénykutató, akit a Jurassic Parkhoz tanácsadónak kértek fel. |
| Kayla Watts        | DeWanda Wise         | Peller Mariann          | A légierő egykori pilótája, aki segíti Owent és Claire-t. |
| Ramsay Cole        | Mamoudou Athie       | Böröndi Bence           | A Biosyn kommunikációs vezetője. |
| Dr. Henry Wu       | BD Wong              | Epres Attila            | A Jurassic Park és a Jurassic World dinoszaurusz klónozási programjai mögött álló vezető genetikus.                                                                            |
| Barry Sembène      | Omar Sy              | Galambos Péter          | Állatkiképző, aki Owennel együtt dolgozott a Jurassic Worldnél. |
| Maisie Lockwood    | Isabella Sermon      | Dolmány-Bogdányi Korina | Benjamin Lockwood lányának klónja, akit unokájaként nevelt. |
| Dr. Lewis Dodgson  | Campbell Scott       | Forgács Péter           | A Biosyn Genetics vezérigazgatója. |
| Franklin Webb      | Justice Smith        | Penke Bence             | A Jurassic World egykori technikusa és dinoszauruszjogi aktivistája. |
| Rainn Delacourt    | Scott Haze           | Jakab Márk              | A Biosyn alkalmazottja, aki elrabolja Maisie-t és Bétát (a kis velociraptort) a cég számára.                                                                                   |
| Soyona Santos      | Dichen Lachman       | Pap Katalin             | Dinoszauruszcsempész. |
| Zia Rodriguez      | Daniella Pineda      | Csuha Borbála           | Paleo-állatorvos és dinoszauruszjogi aktivista. |
| Charlotte Lockwood | Elva Trill           | Kereki Anna             | Benjamin Lockwood lánya. |
| Shira              | Varada Sethu         | Laudon Andrea           | Az Egyesült Államok Hal- és Vadvédelmi Szolgálatának egyik tagja. |
| Gemma Zhao         | Jasmine Chin         | Mikecz Estilla          | Riporter. |
| Jeremy Breiner     | Caleb Hearon         | Szűcs Péter Pál         | CIA ügynök. |
| Denise Roberts     | Freya Parker         | Andrádi Zsanett         | A Biosyn alkalmazott. |
| Angus Hetbury      | Alexander Owen       | Ujvári Bors             | A Biosyn alkalmazott. |
| Carolyn O'Hara     | Glynis Davies        | Bertalan Ágnes          | A Biosyn alkalmazott. |
| Jeffrey            | Joel Elferink        | Pásztor Tibor           | A Biosyn alkalmazott. |
| Peréz farmer       | Teresa Cendon-Garcia | Nádasi Veronika         | Egy nyugat-texasi farm tulajdonosa. |
| Alicia Peréz       | Manuela Mora         | Dudás Lea               | Peréz farmer lánya. |
| Tyler              | Ben Ashenden         | Czető Ádám              | Barista. |
| Wigi               | Enzo Squillino Jr.   | Törköly Levente         | Olasz csempész a dinoszaurusz fekete piacon. |

### Magyar változat
- Felolvasó: Bozai József
- Magyar szöveg: Speier Dávid
- Felvevő hangmérnök: Gábor Dániel
- Vágó: Sári-Szemerédi Gabriella
- Gyártásvezető: Gelencsér Adrienne
- Szinkronrendező: Dóczi Orsolya
- Produkciós vezető: Hagen Péter

A szinkront a Mafilm Audio Kft. készítette.

## A film készítése
A forgatás Kanadában kezdődött 2020 februárjában, és a következő hónapban Angliába költözött. 2020. március 13-án a COVID-19 járvány okozta biztonsági óvintézkedés miatt a forgatást szüneteltették. A forgatás 2020. július 6-án folytatódott, majd 2020. október 7-én ismét leállt 2 hétre a gyártás. 2020. november 7-én, majdnem 100 napos munka után a forgatás véget ért.

## Marketing
2021 júniusában, a Halálos iramban 9. IMAX vetítésein leadták az eredetileg a film első 5 percének szánt képsorokat (végül a kész filmből el lett távolítva), melyet november 23-án Jurassic World: Világuralom – Előszó címen az interneten is elérhetővé tettek.
Az első hivatalos előzetes 2022. február 10-én jelent meg, melyet a második követett 2022. április 28-án.

## Dinoszauruszok és egyéb őshüllők a filmben
- Allosaurus
- Ankylosaurus
- Apatosaurus
- Atrociraptor
- Baryonyx
- Brachiosaurus
- Carnotaurus
- Compsognathus
- Dilophosaurus
- Dimetrodon
- Dimorphodon
- Dreadnoughtus
- Gallimimus
- Giganotosaurus
- Iguanodon
- Lystrosaurus
- Microceratus
- Moros
- Mosasaurus
- Nasutoceratops
- Óriás sáska
- Oviraptor (csak a bővített változatban)
- Parasaurolophus
- Pteranodon
- Pyroraptor
- Quetzalcoatlus
- Sinoceratops
- Stegosaurus
- Stygimoloch
- Therizinosaurus
- Triceratops
- Tyrannosaurus rex
- Velociraptor